# Конфєтноє (сорт яблук)
Конфєтноє (рос. Конфетное) — літній сорт яблуні радянської селекції, створений у ВНДІС ім. Мічуріна, шляхом схрещування сортів «Коробівка» і «Папіровка».поширений по всій Україні.
Дерево сильноросле з широко округлою, досить загущеною кроною, створеною міцними скелетними гілками, які відходять під кутом 45-80°. Пагоноутворююча здатність у молодому віці висока. Плодоносить переважно на кільчатках і верхівках однорічних приростів.
Крону необхідно періодично обрізати, щоб не допускати загущення. Обрізку цей сорт переносить просто чудово. Починає плодоносити після посадки на 4-5 рік. Молода яблуня — регулярно. В більш старому віці плодоносить періодично, влаштовуючи собі «відпочинок». Проте якість плодів при цьому зберігається.
Цвіте в середні строки, дуже рясно і дружно.
Невеликі плоди в середині серпня вже зовсім стиглі, мають соковитий, дуже солодкий м'якуш, зеленувато-жовте забарвлення з червоними штрихами. У звичайних умовах плоди зберігаються 15—20 днів. Транспортабельні.
Зимостійкість досить висока. Не надто висока стійкість до парші. Імунний до борошнистої роси
Отримані плоди можна використовувати, як у свіжому вигляді, так і в кулінарії: кисіль, компоти, повидло, джеми, муси і желе.